# Yongzhou
Ne doit pas être confondu avec Yangzhou.
Yongzhou (永州 ; pinyin : Yǒngzhōu; pinyin postal: Yungchow), est une ville du sud de la province du Hunan en Chine.

## Emplacement

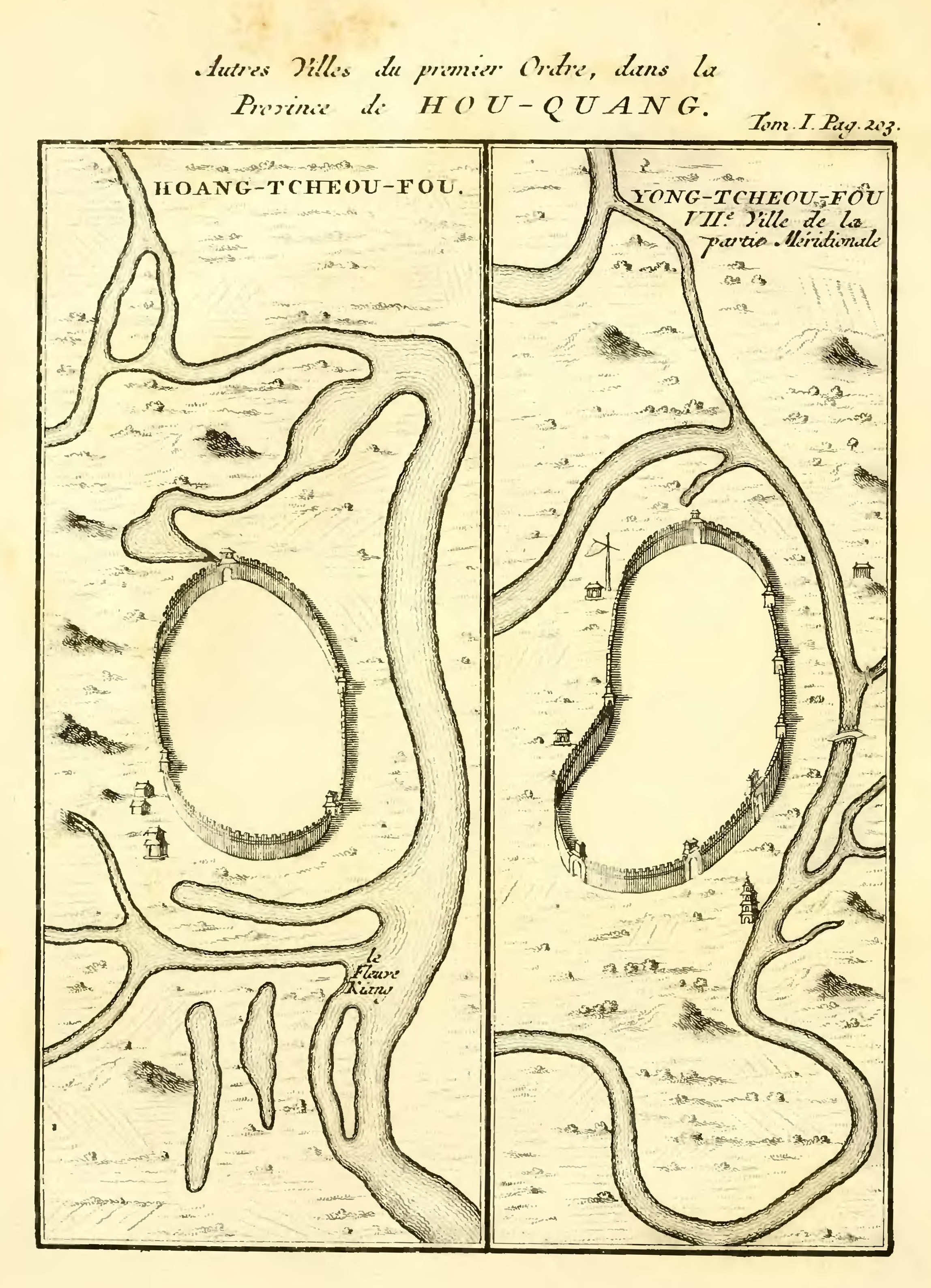
Cartes de Hoang-tcheou-fou et Yong-tcheou-fou dans Hou-quang tirées de la Description de l'empire de la Chine de Jean-Baptiste Du Halde de 1735, basées sur les récits de Mission jésuite en Chine.

Elle est située au confluent des la Xiang et la Xiao.  Elle occupe la partie la plus méridionale de la province du Hunan et borde la province du Guangdong et Guangxi.
Depuis l'Antiquité, elle constitue une plaque tournante de transport importante reliant le Hunan et le Guangxi, et était considérée comme une base militaire pour les Zhuang et d'autres groupes ethniques et minorités du sud-ouest.

## Subdivisions administratives
La ville-préfecture de Yongzhou exerce sa juridiction sur onze subdivisions - deux districts, une ville-district, sept xian et un xian autonome :
- le district de Lengshuitan - 冷水滩区 Lěngshuǐtān Qū ;
- le district de Lingling - 零陵区 Linglíng Qū ;
- la ville de Qiyang - 祁阳市 Qíyáng Shì ;
- le xian de Dong'an - 东安县 Dōng'ān Xiàn ;
- le xian de Dao - 道县 Dào Xiàn ;
- le xian de Ningyuan - 宁远县 Nīngyuǎn Xiàn ;
- le xian de Jiangyong - 江永县 Jiāngyǒng Xiàn ;
- le xian de Lanshan - 蓝山县 Lánshān Xiàn ;
- le xian de Xintian - 新田县 Xīntián Xiàn ;
- le xian de Shuangpai - 双牌县 Shuāngpái Xiàn ;
- le xian autonome yao de Jianghua - 江华瑶族自治县 Jiānghuá yáozǔ Zìzhìxiàn.

## Personnalités liées à la ville
- Asunta Basterra Porto (2000-2013), jeune adolescente assassinée à Teo, en Galice, née dans la ville de Yongzhou , sujet de l'affaire Asunta Basterra[3].